# KNVB Beker 1996/97
De 79ste editie van de KNVB Beker (destijds formeel Amstel Cup genoemd) kende Roda JC als winnaar. Het was de eerste keer dat deze club de beker in ontvangst nam. In de finale werd sc Heerenveen met 4-2 verslagen.

## Voorronde
| Datum        | Wedstrijd                    | Uitslag                    | Scoreverloop |
| ------------ | ---------------------------- | -------------------------- | --- |
| 1 juni 1996  | Achilles Veen – AFC          | 1 – 1 n.v.                 | |
| 1 juni 1996  | AFC '34 – GVVV               | 3 – 3 n.v.                 | |
| 1 juni 1996  | Bennekom – DOSK              | 3 – 1 (2 – 0)              | 31' Angelo Mourelle 1-0, 40' Giorgio van de Pijl 2-0, 47' Angelo Mourelle 3-0, 51' Danny van de Bos 3-1                                                                                                   |
| 1 juni 1996  | Gemert – De Treffers         | 2 – 4                      | |
| 1 juni 1996  | Katwijk – ACV                | 2 – 0 (0 – 0)              | 56' Marco de Ridder 1-0, 80' Hans Zwaan 2-0 |
| 1 juni 1996  | Sparta Rotterdam 2 – DVC '26 | 4 – 1 (0 – 1)              | Marco Godschalk 0-1, Ali El Khattabi 1-1, Ali El Khattabi 2-1, Rodney Falix 3-1, Lotfi Amhaouch 4-1 |
| 2 juni 1996  | DCV – BVV/Verachtert         | 2 – 6                      | |
| 2 juni 1996  | Geldrop/AEK – Holland        | 2 – 2 n.v.                 | |
| 2 juni 1996  | Halsteren – FVC              | 8 – 1 (2 – 0)              | Pieter Burremans 1-0, 20' Patrick Theunisse 2-0, Rick van Loon 3-0, Pieter Burremans 4-0, Walter Bevelander 5-0, 60' Walter Bevelander 6-0, Jan van der Wal 6-1, Rick van Loon 7-1, Patrick Theunisse 8-1 |
| 2 juni 1996  | HSC '21 – Hollandia          | 2 – 1                      | |
| 2 juni 1996  | RIOS '31 – Sittard           | 3 – 0                      | |
| 8 juni 1996  | DOVO – FC Lisse              | 2 – 1 (1 – 0)              | 43' Marco Kleyn 1-0, 47' Guillermo van Berkum (e.d.) 1-1, 89' Dirco de Vries 2-1 |
| 8 juni 1996  | sc Heerenveen 2 – Quick Boys | 1 – 5 (0 – 2)              | 32' Peter Kruit 0-1, 38' Peter Kruit 0-2, 50' Leonard Pluimgraaff (pen) 0-3, 68' Fokko van der Duim 1-3, 75' Guido Smits 1-4, 90' Mimoen Tiberkanine 1-5                                                  |
| 8 juni 1996  | IJsselmeervogels – Panningen | 2 – 0 n.v.                 | 112' Gérard van der Nooij 1-0, 118' Dennis Bos 2-0 |
| 9 juni 1996  | Hoogezand – FC Lindenheuvel  | 5 – 2 (0 – 0)              | 51' Trienko Smit 1-0, 59' Erik van Dijk 2-0, 61' Gert Mik 3-0, 73' Hans Norder 4-0, 80' Hans Norder (pen) 5-0, 89' Gerard Douven 5-1, 90' Gerard Douven 5-2                                               |
| 9 juni 1996  | Sneek – Wittenhorst          | 2 – 2 n.v. (2 – 2) (2 – 1) | 22' Sander Brugman 0-1, 42' Dennis Schut 1-1, 45' Erwin van der Staay (pen) 2-1. 62' Lambert Drissen 2-2 Sneek wint na strafschoppen                                                                      |
| 15 juni 1996 | Quick '20 – Kozakken Boys    | 2 – 3                      | |

## Tussenronde
| Datum       | Wedstrijd                   | Uitslag                    | Scoreverloop |
| ----------- | --------------------------- | -------------------------- | --- |
| 8 juni 1996 | SC Genemuiden – De Treffers | 3 – 4 n.v. (3 – 3) (3 – 1) | 2' Dinand van Haaren 0-1, 9' Gert Eenkhoorn 1-1, 28' Gert Beens 2-1, 36' Edwin Duim 3-1, 47' Erwin Wennekers 3-2, 55' Erwin Wennekers 3-3, 120' Erwin Wennekers 3-4 |

## Groepsfase
De groepsfase vond plaats tussen 15 augustus en 1 oktober 1996. Er werd gespeeld in een halve competitie. In veertien groepen kwamen 56 teams uit die in totaal 84 wedstrijden speelden. 28 teams bekerden door.

## Groep 1
| Datum             | Wedstrijd                 | Uitslag       | Scoreverloop |
| ----------------- | ------------------------- | ------------- | --- |
| 16 augustus 1996  | Appingedam – Hoogezand    | 2 – 0 (0 – 0) | 60' Robert Elting 1-0, 78' Gerard Zeeman 2-0 |
| 17 augustus 1996  | Emmen – FC Groningen      | 4 – 2 (3 – 2) | 6' Michel van Oostrum (pen) 1-0, 12' Henri Meijerman 2-0, 35' Raymond Beerens 2-1, 38' Michel van Oostrum 3-1, 41' Raymond Beerens 3-2, 90' Michel van Oostrum 4-2 |
| 31 augustus 1996  | FC Groningen – Appingedam | 3 – 0 (0 – 0) | 53' Dean Gorré 1-0, 65' Dean Gorré 2-0, 83' Peter Sørensen 3-0 |
| 1 september 1996  | Hoogezand – Emmen         | 1 – 4 (0 – 1) | 45' Alfons Arts 0-1, 52' Trienko Smit 1-1. 75' Robert Smit (e.d.) 1-2, 77' Michel van Oostrum 1-3, 89' Michel van Oostrum (pen) 1-4                                |
| 1 september 1996  | Emmen – Appingedam        | 3 – 0 (2 – 0) | 37' Michel van Oostrum 1-0, 42' Alfons Arts 2-0, 65' Henri Meijerman 3-0                                                                                           |
| 18 september 1996 | Hoogezand – FC Groningen  | 0 – 4 (0 – 2) | 6' Erwin Koeman 0-1, 32' Romano Sion 0-2, 55' Harris Huizingh 0-3, 60' Peter Sørensen 0-4                                                                          |

## Groep 2
| Datum             | Wedstrijd                          | Uitslag       | Scoreverloop |
| ----------------- | ---------------------------------- | ------------- | --- |
| 16 augustus 1996  | sc Heerenveen – Cambuur Leeuwarden | 5 – 0 (1 – 0) | 32' Walter Smak (e.d.) 1-0, 67' Jon Dahl Tomasson (pen) 2-0, 75' Romeo Wouden 3-0, 84' Jon Dahl Tomasson (pen) 4-0, 87' Romeo Wouden 5-0                                                                                      |
| 17 augustus 1996  | Urk – Sneek                        | 3 – 1 (2 – 0) | 2' Jacob Wakker 1-0, 4' Jelle Loosman 2-0, 79' Jan Kramer 3-0, 80' Richard Douwes 3-1 |
| 31 augustus 1996  | Urk – sc Heerenveen                | 1 – 3 (0 – 2) | 21' Igor Korneev (pen) 0-1, 30' Marco Roelofsen 0-2, 52' William Visser 1-2, 66' Jeffrey Talan 1-3 |
| 1 september 1996  | Sneek – Cambuur Leeuwarden         | 2 – 3 (1 – 2) | 2' Harry van der Laan 0-1, 12' Erwin van der Spaay 1-1, 21' Frank Berghuis 1-2, 46' Harry van der Laan (pen) 1-3, 53' Dick Schuurman 2-3                                                                                      |
| 18 september 1996 | Cambuur Leeuwarden – Urk           | 7 – 1 (5 – 0) | 11' Marinus Dijkhuizen 1-0, 18' Harry van der Laan 2-0, 34' Harry van der Laan (pen) 3-0, 37' Marinus Dijkhuizen 4-0, 40' Harry van der Laan 5-0, 62' Harry van der Laan 6-0, 70' Harry van der Laan 7-0, 75' Kees Wakker 7-1 |
| 18 september 1996 | Sneek – sc Heerenveen              | 3 – 6 (1 – 3) | 20' Ali El Khattabi 0-1, 22' Erwin van der Staay 1-1, 40' Simon Karkov 1-2, 45' Robert van de Berg 1-3, 47' Hans-Jan Jaspers 2-3, 50' Ali El Khattabi 2-4, 52' Dick Schuurman 3-4, 78' Simon Karkov 3-5, 88' Max Houttuin 3-6 |

## Groep 3
| Datum             | Wedstrijd              | Uitslag       | Scoreverloop |
| ----------------- | ---------------------- | ------------- | --- |
| 15 augustus 1996  | Ajax 2 – FC Twente     | 0 – 4 (0 – 1) | 12' John Bosman 0-1, 72' Rob McKinnon 0-2, 82' Paul Bosvelt 0-3, 89' John Bosman 0-4 |
| 17 augustus 1996  | HSC '21 – BV Veendam   | 1 – 4 (1 – 2) | 3' Joseph Oosting 0-1, 25' Erwin Looms 1-1, 37' Bert Stokkingreef 1-2, 86' Henny Meijer 1-3, 87' Henny Meijer 1-4                                                                          |
| 1 september 1996  | FC Twente – HSC '21    | 8 – 0 (5 – 0) | 18' John Bosman 1-0, 25' Arnold Bruggink 2-0, 29' Paul Bosvelt 3-0, 32' Joeri Petrov 4-0, 34' Nico-Jan Hoogma 5-0, 57' John Bosman 6-0, 59' John Bosman 7-0, 66' Arnold Bruggink (pen) 8-0 |
| 1 september 1996  | BV Veendam – Ajax 2    | 2 – 1 (0 – 1) | 25' Martijn Reuser 0-1, 68' John O'Brien (e.d.) 1-1, 86' Bert Stokkingreef 2-1 |
| 18 september 1996 | HSC '21 – Ajax 2       | 1 – 4 (1 – 4) | 3' Robert Gehring 0-1, 10' John Gielink 1-1, 15' Dennis Schulp 1-2, 19' Dave van den Bergh 1-3, 38' Kofi Mensah 1-4                                                                        |
| 18 september 1996 | BV Veendam – FC Twente | 0 – 2 (0 – 2) | 3' Joeri Petrov 0-1, 14' Jan van Halst (pen) 0-2 |

## Groep 4
| Datum             | Wedstrijd           | Uitslag       | Scoreverloop |
| ----------------- | ------------------- | ------------- | --- |
| 16 augustus 1996  | FC Zwolle – Vitesse | 1 – 1 (0 – 0) | 48' Roy Makaay 0-1, 60' Jan Bruin 1-1 |
| 17 augustus 1996  | DOVO – GVVV         | 2 – 3 (2 – 2) | 17' Gert van Ginkel 1-0, 23' Peter van den Top 2-0, 35' Paul Hartog 2-1, 40' Johan de Man 2-2, 76' Melrik Beukers 2-3                                                                  |
| 30 augustus 1996  | DOVO – FC Zwolle    | 3 – 2 (1 – 1) | 9' Harry Sinkgraven 0-1, 14' Christiaan Wolf 1-1, 75' Peter van den Top 2-1, 83' Lucian Ilie 2-2, 87' Peter van den Top 3-2                                                            |
| 9 september 1996  | GVVV – Vitesse      | 0 – 3 (0 – 1) | 7' Nikos Machlas 0-1, 48' John van den Brom 0-2, 68' Carlos van Wanrooy 0-3 |
| 18 september 1996 | GVVV – FC Zwolle    | 2 – 3 (2 – 1) | 2' Berto Smit 1-0, 22' Martin Reijnders 1-1, 44' Berto Smit 2-1, 83' Lucian Ilie 2-2, 90' Alfred Knippenberg 2-3                                                                       |
| 18 september 1996 | Vitesse – DOVO      | 8 – 0 (2 – 0) | 18' Nikos Machlas 1-0, 44' Roy Makaay 2-0, 48' John van den Brom 3-0, 54' John van den Brom 4-0, 56' Louis Laros 5-0, 70' Ante Miše 6-0, 78' Dejan Čurović 7-0, 81' Arco Jochemsen 8-0 |

## Groep 5
| Datum             | Wedstrijd                       | Uitslag       | Scoreverloop |
| ----------------- | ------------------------------- | ------------- | --- |
| 17 augustus 1996  | Helmond Sport – MVV             | 1 – 1 (0 – 0) | 81' Hans Vincent 1-0, 90' Ferry Maas (e.d.) 1-1 |
| 17 augustus 1996  | RIOS '31 – Fortuna Sittard      | 0 – 3 (0 – 0) | 57' Ronald Hamming 0-1, 76' Ronald Hamming 0-2, 89' Patrick Paauwe 0-3                                                                                    |
| 30 augustus 1996  | Fortuna Sittard – Helmond Sport | 3 – 3 (2 – 2) | 20' Carlo Vorstenbosch 0-1, 30' Regillio Simons 1-1, 32' Regillio Simons 2-1, 42' Dennis Gerritsen 2-2, 58' Michael Jeffrey 3-2, 87' Dennis Gerritsen 3-3 |
| 30 augustus 1996  | MVV – RIOS '31                  | 1 – 1 (1 – 0) | 15' Alami Ahannach 1-0, 61' Herman Vercoulen 1-1 |
| 18 september 1996 | Helmond Sport – RIOS '31        | 2 – 2 (2 – 1) | 8' Olaf van Schijndel 1-0, 13' Nabil Bouchlal 2-0, 19' Fernon Francot (pen) 2-1, 49' Igor Smeets 2-2                                                      |
| 18 september 1996 | MVV – Fortuna Sittard           | 1 – 1 (1 – 1) | 8' Bob Mulder 1-0, 22' Mark Burke 1-1 |

## Groep 6
| Datum             | Wedstrijd                  | Uitslag       | Scoreverloop |
| ----------------- | -------------------------- | ------------- | --- |
| 17 augustus 1996  | Geldrop/AEK – FC Den Bosch | 1 – 5 (0 – 1) | 4' Theo Lucius 0-1, 58' Ger Schuman 0-2, 70' Theo Lucius 0-3, 83' Theo Lucius 0-4, 89' John Heyster 1-4, 90' Marcel van Helmond 1-5                                 |
| 30 augustus 1996  | Eindhoven – FC Den Bosch   | 5 – 0 (3 – 0) | 15' Roland Vroomans 1-0, 36' Patrick Hobbelen 2-0, 44' Kurt Thysbaert 3-0, 55' Frank Weijers 4-0, 65' Rafael Losada 5-0                                             |
| 1 september 1996  | Geldrop/AEK – Willem II    | 0 – 7 (0 – 3) | 16' Ousmane Sanou 0-1, 36' Jack de Gier 0-2, 40' Marc van Hintum 0-3, 54' Jack de Gier 0-4, 60' Jack de Gier 0-5, 66' Ousmane Sanou 0-6, 82' Henry van der Vegt 0-7 |
| 18 september 1996 | Eindhoven – Willem II      | 0 – 2 (0 – 1) | 17' Sami Hyypiä 0-1, 90' Arne van den Berg 0-2 |
| 1 oktober 1996    | Eindhoven – Geldrop/AEK    | 4 – 1 (1 – 0) | 20' Frank Weijers 1-0, 62' Rafael Losada 2-0, 63' Pascal Maas 2-1, 83' Patrick Hobbelen 3-1, 90' Frank Weijers 4-1                                                  |
| 1 oktober 1996    | Willem II – FC Den Bosch   | 1 – 0 (1 – 0) | 18' Ousmane Sanou 1-0 |

## Groep 7
| Datum             | Wedstrijd                          | Uitslag       | Scoreverloop |
| ----------------- | ---------------------------------- | ------------- | --- |
| 17 augustus 1996  | SC Heracles '74 – De Graafschap    | 1 – 1 (0 – 1) | 32' Reinder Hendriks 0-1, 56' Ruben Klaver 1-1 |
| 28 augustus 1996  | IJsselmeervogels – De Treffers     | 3 – 4 (2 – 0) | 15' Jan Jaap Kooistra 1-0, 19' Gérard van der Nooij (pen) 2-0, 46' van den Heuvel 2-1, 57' Dinand van Haaren 2-2, 65' Dinand van Haaren 2-3, 68' Jan Jaap Kooistra 3-3, 88' Dinand van Haaren 3-4 |
| 31 augustus 1996  | IJsselmeervogels – SC Heracles '74 | 2 – 1 (1 – 0) | 7' Gérard van der Nooij 1-0, 63' Gerlof Kwakkel 2-0, 80' Roy van de Mije 2-1 |
| 1 september 1996  | De Treffers – De Graafschap        | 2 – 4 (2 – 1) | 21' Dinand van Haaren 1-0, 24' John Neijenhuis 2-0, 37' Eric Viscaal (pen) 2-1, 62' Erik Redeker 2-2, 73' Eric Viscaal 2-3, 76' Robert Fuchs 2-4                                                  |
| 18 september 1996 | De Graafschap – IJsselmeervogels   | 3 – 0 (1 – 0) | 26' Wasiu Taiwo 1-0, 81' Michel Nok 2-0, 83' Hans van de Haar 3-0 |
| 18 september 1996 | De Treffers – SC Heracles '74      | 0 – 6 (0 – 1) | 20' Marco Holster 0-1, 69' Gilbert van den Heuvel 0-2, 72' Metin Aydin 0-3, 77' Abei Matabene 0-4, 80' Mohammed Mouhouti 0-5, 90' Metin Aydin 0-6                                                 |

## Groep 8
| Datum             | Wedstrijd                     | Uitslag       | Scoreverloop |
| ----------------- | ----------------------------- | ------------- | --- |
| 16 augustus 1996  | NAC – Dordrecht '90           | 4 – 2 (2 – 0) | 9' Stanley MacDonald 1-0, 19' Graham Arnold 2-0, 59' Dirk-Jan Derksen 2-1, 62' Graham Arnold 3-1, 66' Dirk-Jan Derksen 3-2, 81' Barry van Galen 4-2                                               |
| 17 augustus 1996  | Kozakken Boys – Baronie       | 1 – 1 (0 – 0) | 77' Paul Malherbe 1-0, 80' Martijn van Galen 1-1 |
| 30 augustus 1996  | Dordrecht '90 – Kozakken Boys | 2 – 1 (1 – 0) | 26' Mischa Rook 1-0, 80' Mischa Rook 2-0, 83' Paul Malherbe 2-1 |
| 1 september 1996  | NAC – Baronie                 | 7 – 1 (0 – 1) | 29' Hubert Baardemans 0-1, 46' Barry van Galen 1-1, 55' Edwin Gorter 2-1, 58' Barry van Galen 3-1, 59' Twan Scheepers 4-1, 61' Twan Scheepers 5-1, 62' Barry van Galen 6-1, 72' Graham Arnold 7-1 |
| 18 september 1996 | Baronie – Dordrecht '90       | 3 – 1 (2 – 0) | 15' Arno Gabriëls 1-0, 24' Ton Soffers 2-0, 65' Arno Gabriëls 3-0, 88' Marco de Laat 3-1 |
| 18 september 1996 | Kozakken Boys – NAC           | 2 – 3 (1 – 3) | 3' Wies Klijn 0-1, 18' Edwin Gorter 0-2, 27' Paul Malherbe 1-2, 45' Yassine Abdellaoui 1-3, 51' Paul Malherbe (pen) 2-3                                                                           |

## Groep 9
| Datum             | Wedstrijd                | Uitslag       | Scoreverloop |
| ----------------- | ------------------------ | ------------- | --- |
| 17 augustus 1996  | Hoek – Halsteren         | 2 – 4 (1 – 1) | 10' Mario Harte (e.d.) 0-1, 43' Angelo Nijskens 1-1, 72' Jacky Lambert 2-1, 74' Walter Bevelander 2-2, 83' Jos van Hees 2-3, 87' Peter Heystek 2-4           |
| 17 augustus 1996  | RBC – RKC Waalwijk       | 1 – 2 (0 – 0) | 70' Patrick van Diemen 0-1, 74' Hans van Arum 0-2, 78' Ronald van Oeveren 1-2                                                                                |
| 31 augustus 1996  | RKC Waalwijk – Hoek      | 2 – 0 (2 – 0) | 18' Marcel Brands 1-0, 39' Adilson Ben David dos Santos 2-0                                                                                                  |
| 1 september 1996  | Halsteren – RBC          | 0 – 6 (0 – 2) | 9' Carlo Tempelaars (e.d.) 0-1, 10' John van Loenhout 0-2, 67' Barry Bierstekers 0-3, 78' Emiel Dorst 0-4, 79' Niels Lodewijk 0-5, 90' Barry Bierstekers 0-6 |
| 18 september 1996 | Halsteren – RKC Waalwijk | 2 – 4 (1 – 3) | 10' Peter Heystek 1-0, 27' Hans van Arum 1-1, 29' Hans van Arum (pen) 1-2, 45' John Lammers 1-3, 80' Boris Knebel 2-3, 85' Darije Kalezić 2-4                |
| 18 september 1996 | Hoek – RBC               | 1 – 3 (0 – 1) | 41' Toto DaCosta Santos 0-1, 50' Cees van der Linden 0-2, 62' Michel Leonhart 1-2, 75' Emiel Dorst 1-3                                                       |

## Groep 10
| Datum             | Wedstrijd                         | Uitslag       | Scoreverloop |
| ----------------- | --------------------------------- | ------------- | --- |
| 17 augustus 1996  | Sparta Rotterdam 2 – SC Feyenoord | 1 – 4 (1 – 2) | 2' Michel Spierings 0-1, 33' Jacco Zanten 0-2, 42' Barry Dubbeldeman 1-2, 51' Michel Spierings 1-3, 81' Raymond Rohde 1-4               |
| 17 augustus 1996  | FC Utrecht – TOP Oss              | 2 – 1 (1 – 0) | 42' Hans Visser 1-0, 47' Garry De Graef 1-1, 75' John van Loen (pen) 2-1                                                                |
| 1 september 1996  | SC Feyenoord – TOP Oss            | 1 – 2 (1 – 1) | 12' Richard van Schijndel 1-0, 35' Jay Driessen 1-1, 46' Jerry Taihuttu 1-2                                                             |
| 1 september 1996  | FC Utrecht – Sparta Rotterdam 2   | 1 – 3 (1 – 1) | 28' René van den Brink 1-0, 32' Jeroen Struijs 1-1, 75' Barry Dubbeldeman 1-2, 83' Antoine van der Linden (pen) 1-3                     |
| 18 september 1996 | TOP Oss – Sparta Rotterdam 2      | 5 – 0 (3 – 0) | 8' Jerry Taihuttu 1-0, 16' Marilia (e.d.) 2-0, 24' Edwin de Wijs 3-0, 63' Edwin de Wijs 4-0, 89' Edwin de Wijs 5-0                      |
| 18 september 1996 | FC Utrecht – SC Feyenoord         | 2 – 3 (0 – 3) | 11' Richard van Schijndel 0-1, 17' Richard van Schijndel 0-2, 41' Jacco van Zanen 0-3, 47' René van den Brink 1-3, 86' Michael Mols 2-3 |

## Groep 11
| Datum             | Wedstrijd                   | Uitslag       | Scoreverloop |
| ----------------- | --------------------------- | ------------- | --- |
| 16 augustus 1996  | AZ – Go Ahead Eagles        | 2 – 0 (0 – 0) | 73' Michel Doesburg 1-0, 85' Ruud Heus (pen) 2-0                                                                                            |
| 17 augustus 1996  | AFC – Excelsior             | 1 – 0 (0 – 0) | 84' Roy Tular (pen) 1-0 |
| 30 augustus 1996  | Go Ahead Eagles – AFC       | 1 – 0 (0 – 0) | 56' Toine Rorije 1-0 |
| 1 september 1996  | Excelsior – AZ              | 2 – 2 (0 – 1) | 34' Hendrie Krüzen (pen) 0-1, 52' Ferry de Haan (pen) 1-1, 76' Danny Hesp (e.d.) 2-1, 78' Donny Huijsen 2-2                                 |
| 18 september 1996 | AFC – AZ                    | 1 – 4 (0 – 2) | 37' Danny Hesp 0-1, 43' Dennis den Turk (pen) 0-2, 47' Kenneth Goudmijn 0-3, 60' Danny Hesp 0-4, 88' Maarten Jurjens 1-4                    |
| 18 september 1996 | Excelsior – Go Ahead Eagles | 1 – 5 (1 – 1) | 2' Sjoerd Conrad 1-0, 29' Erik Tammer 1-1, 47' Kingsley Obiekwu 1-2, 56' Patrick Peelen 1-3, 61' Marcel Muhlack 1-4, 84' Patrick Peelen 1-5 |

## Groep 12
| Datum             | Wedstrijd                 | Uitslag       | Scoreverloop |
| ----------------- | ------------------------- | ------------- | --- |
| 17 augustus 1996  | BVV/Verachtert – Bennekom | 4 – 4 (1 – 1) | 22' Angelo Mourelle (pen) 0-1, 30' Brian Wieleman 1-1, 57' Florian Maronne 1-2, 63' Brian Wieleman 2-2, 66' Angelo Mourelle 2-3, 70' Paul Coret 3-3, 79' Albert van Velsen 3-4, 85' Marco van Wijnen 4-4 |
| 17 augustus 1996  | N.E.C. – VVV              | 1 – 0 (1 – 0) | 7' Maurice Graef 1-0 |
| 31 augustus 1996  | Bennekom – VVV            | 0 – 4 (0 – 1) | 6' Milco Pieren 0-1, 53' Edgar van der Roer 0-2, 80' John de Wolf (pen) 0-3, 86' Michael Evans 0-4 |
| 1 september 1996  | N.E.C. – BVV/Verachtert   | 5 – 1 (2 – 1) | 27' Maurice Graef 1-0, 34' Joey Mulders 1-1, 44' Michel Langerak 2-1, 54' Michel Langerak 3-1, 60' Michel Langerak 4-1, 90' Maurice Graef 5-1                                                            |
| 18 september 1996 | Bennekom – N.E.C.         | 1 – 6 (0 – 3) | 16' Igor Dijkers (e.d.) 0-1, 20' Michel Langerak 0-2, 25' Antti Sumiala 0-3, 50' Emiel van Eijkeren 0-4, 60' Emiel van Eijkeren 0-5, 61' Jasper Jägers 1-5, 75' Marcel Koning 1-6                        |
| 18 september 1996 | VVV – BVV/Verachtert      | 4 – 0 (1 – 0) | 36' Maurice Rayer 1-0, 62' Edgar van der Roer 2-0, 74' Milco Pieren 3-0, 82' Edgar van der Roer 4-0 |

## Groep 13
| Datum             | Wedstrijd                       | Uitslag       | Scoreverloop |
| ----------------- | ------------------------------- | ------------- | --- |
| 17 augustus 1996  | ADO Den Haag – Scheveningen     | 1 – 1 (0 – 0) | 60' Ron de Jager 0-1, 68' Dirk Heesen 1-1 |
| 17 augustus 1996  | Telstar – Sparta Rotterdam      | 1 – 2 (0 – 0) | 54' Dennis de Nooijer 0-1, 63' Rogier Koordes 1-1, 80' Dennis Krijgsman 1-2 |
| 30 augustus 1996  | Scheveningen – Telstar          | 0 – 5 (0 – 2) | 25' René Panhuis 0-1, 36' Robert van Dam 0-2, 53' Rogier Koordes 0-3, 54' Rini van Roon 0-4, 82' Robert van Dam 0-5                                                                 |
| 1 september 1996  | Sparta Rotterdam – ADO Den Haag | 3 – 3 (1 – 2) | 1' Dennis Iliohan 0-1, 24' Dennis de Nooijer 1-1, 29' Gavin Price 1-2, 47' Alfons Groenendijk 2-2, 64' Maikel Renfurm 3-2, 90' Maurice Steijn 3-3                                   |
| 18 september 1996 | ADO Den Haag – Telstar          | 1 – 1 (0 – 0) | 52' Rini van Roon 0-1, 73' Barry de Vreede 1-1 |
| 18 september 1996 | Scheveningen – Sparta Rotterdam | 1 – 6 (0 – 1) | 16' Arjan van der Laan 0-1, 49' Alfons Groenendijk (pen) 0-2, 53' Rob Alflen 0-2, 65' Rob Alflen 0-4, 77' Hans Tellier 1-4, 83' Dennis de Nooijer (pen) 1-5, 87' Maikel Renfurm 1-6 |

## Groep 14
| Datum             | Wedstrijd                | Uitslag       | Scoreverloop                                                                                           |
| ----------------- | ------------------------ | ------------- | --- |
| 17 augustus 1996  | Haarlem – FC Volendam    | 0 – 2 (0 – 1) | 30' Mark de Vries 0-1, 79' Radoslav Samardžić (pen) 0-2                                                |
| 17 augustus 1996  | Quick Boys – Katwijk     | 2 – 2 (1 – 1) | 1' Hicham Rbii 1-0, 8' Marco de Ridder 1-1, 64' Patrick Heemskerk 2-1, 89' Marco de Ridder 2-2         |
| 30 augustus 1996  | Quick Boys – Haarlem     | 1 – 2 (0 – 2) | 30' Carlos Hasselbaink 0-1, 37' Julian Emanuelson 0-2, 83' Hicham Rbii 1-2                             |
| 31 augustus 1996  | Katwijk – FC Volendam    | 1 – 1 (0 – 1) | 35' Radoslav Samardžić 0-1, 54' Jan Lijst 1-1                                                          |
| 18 september 1996 | Haarlem – Katwijk        | 0 – 1 (0 – 0) | 53' Marco de Ridder 0-1                                                                                |
| 18 september 1996 | FC Volendam – Quick Boys | 3 – 1 (1 – 0) | 44' Dejan Govedarica 1-0, 59' Walter de Kievit 1-1, 85' Gert Aandewiel 2-1, 89' Radoslav Samardžić 3-1 |

## Knock-Out fase

### Tweede ronde
Ajax, Feyenoord, PSV en Roda JC stroomden deze ronde het toernooi in.
| Datum            | Wedstrijd                      | Uitslag                      | Scoreverloop |
| ---------------- | ------------------------------ | ---------------------------- | --- |
| 27 november 1996 | AZ – Go Ahead Eagles           | 4 – 1 (3 – 1)                | 3' Kenneth Goudmijn 1-0, 8' Krzysztof Bociek 2-0, 41' Toine Rorije 2-1, 42' Dennis den Turk 3-1, 89' Dennis Hulshoff (e.d.) 4-1                                                                                |
| 27 november 1996 | Baronie – Feyenoord            | 0 – 2 (0 – 1)                | 2' Giovanni van Bronckhorst 0-1, 63' Henrik Larsson 0-2 |
| 27 november 1996 | Cambuur Leeuwarden – Willem II | 0 – 2 (0 – 0)                | 80' Huub Loeffen 0-1, 90' Joonas Kolkka 0-2 |
| 27 november 1996 | Emmen – FC Groningen           | 0 – 3 (0 – 2)                | 28' Mariano Bombarda (pen) 0-1, 34' Mathias Rosén 0-2, 80' Dean Gorré 0-3 |
| 27 november 1996 | sc Heerenveen – TOP Oss        | 3 – 2 n.s.d. (2 – 2) (1 – 1) | 20' Igor Korneev 1-0, 27' Yuri Cornelisse 1-1, 46' Edwin de Wijs 1-2, 69' Jon Dahl Tomasson 2-2, 95' Tom Sier 3-2                                                                                              |
| 27 november 1996 | Helmond Sport – NAC            | 1 – 1 n.v. (1 – 1) (0 – 1)   | 37' Geert Brusselers 0-1, 79' Dennis Gerritsen 1-1 Helmond Sport wint na strafschoppen |
| 27 november 1996 | SC Heracles '74 – Ajax         | 1 – 0 (0 – 0)                | 53' Jorg Smeets 1-0 |
| 27 november 1996 | RBC – N.E.C.                   | 3 – 4 (1 – 1)                | 13' Antti Sumiala 0-1, 40' Ronald van Oeveren 1-1, 47' Antti Sumiala 1-2, 52' Cees van der Linden 2-2, 67' Gijs Cales 3-2, 74' Emiel van Eijkeren (pen) 3-3, 86' Emiel van Eijkeren (pen) 3-4                  |
| 27 november 1996 | Roda JC – Katwijk              | 6 – 2 (1 – 1)                | 2' Arno Doomernik 1-0, 9' Hans Zwaan 1-1, 48' André Ooijer 2-1, 58' Edwin Robbers (e.d.) 3-1, 60' Marco de Ridder (pen) 3-2, 76' Edwin Vurens (pen) 4-2, 77' Jan-Pieter Martens 5-2, 82' Richard Roelofsen 5-2 |
| 27 november 1996 | Sparta Rotterdam – FC Twente   | 0 – 1 (0 – 0)                | 86' John Bosman 0-1 |
| 27 november 1996 | Telstar – De Graafschap        | 0 – 2 (0 – 1)                | 19' Virgil Breetveld 0-1, 68' Michel Kruijer (e.d.) 0-2 |
| 27 november 1996 | BV Veendam – RKC Waalwijk      | 1 – 2 (1 – 2)                | 33' Bert Zuurman 1-0, 35' Adilson Ben David dos Santos 1-1, 43' Phil Starbuck 1-2 |
| 27 november 1996 | Vitesse – Eindhoven            | 3 – 2 (2 – 1)                | 25' Frank Weijers 0-1, 42' Joaquín del Olmo 1-1, 45' Dejan Čurović 2-1, 58' Louis Laros 3-1, 61' Raymond Libregts 3-2                                                                                          |
| 27 november 1996 | FC Volendam – SC Feyenoord     | 1 – 0 (0 – 0)                | 68' Aschwin de Bruijn 1-1 |
| 27 november 1996 | VVV – PSV                      | 1 – 2 (0 – 1)                | 40' Luc Nilis 0-1, 50' Boudewijn Zenden 0-2, 81' Maurice Hofman 1-2 |
| 1 december 1996  | FC Zwolle – Fortuna Sittard    | 2 – 1 (0 – 1)                | 28' Robert Roest 0-1, 50' Sami Ristilä 1-1, 71' Harry Sinkgraven 2-1 |

### Achtste finales
| Datum            | Wedstrijd                       | Uitslag                      | Scoreverloop |
| ---------------- | ------------------------------- | ---------------------------- | --- |
| 7 februari 1997  | FC Zwolle – FC Volendam         | 2 – 1 (2 – 1)                | 14' Johan Steur (e.d.) 1-0, 15' Radoslav Samardžić 1-1, 27' Jan Bruin 2-1                                                           |
| 8 februari 1997  | sc Heerenveen – N.E.C.          | 2 – 0 (0 – 0)                | 81' Johan Hansma 1-0, 90' Igor Korneev 2-0                                                                                          |
| 8 februari 1997  | SC Heracles '74 – Helmond Sport | 2 – 4 (1 – 1)                | 2' Ruud Bovee 0-1, 24' Metin Aydin 1-1, 57' Dennis Gerritsen 1-2, 59' Jorg Smeets 2-2, 79' Ruud Bovee 2-3, 84' Dennis Gerritsen 2-4 |
| 8 februari 1997  | FC Twente – Vitesse             | 0 – 0 n.v.                   | Vitesse wint na strafschoppen |
| 9 februari 1997  | Feyenoord – RKC Waalwijk        | 1 – 0 (0 – 0)                | 75' Henk Vos 1-0 |
| 12 februari 1997 | PSV – AZ                        | 2 – 3 n.s.d. (2 – 2) (1 – 1) | 6' Luc Nilis 1-0, 7' Michael Buskermolen 1-1, 54' Luc Nilis (pen) 2-1, 61' Michael Buskermolen 2-2, 103' Roberto Verhagen 2-3       |
| 12 februari 1997 | Willem II – FC Groningen        | 2 – 0 (0 – 0)                | 49' Jack de Gier 1-0, 75' Huub Loeffen 2-0                                                                                          |
| 19 februari 1997 | De Graafschap – Roda JC         | 0 – 2 (0 – 1)                | 25' Edwin Vurens 0-1, 87' Stephan Van der Heyden 0-2                                                                                |

### Kwartfinales
| Datum         | Wedstrijd                 | Uitslag       | Scoreverloop |
| ------------- | ------------------------- | ------------- | --- |
| 11 maart 1997 | FC Zwolle – Roda JC       | 0 – 5 (0 – 2) | 31' Edwin Vurens 0-1, 40' Gerald Sibon (pen) 0-2, 48' Maarten Schops 0-3, 70' Arno Doomernik 0-4, 81' Peter Van Houdt 0-5 |
| 12 maart 1997 | AZ – Willem II            | 0 – 2 (0 – 1) | 29' Jack de Gier 0-1, 65' Bert Konterman 0-2                                                                              |
| 12 maart 1997 | sc Heerenveen – Feyenoord | 2 – 1 (0 – 1) | 24' Henk Vos 0-1, 76' Lee-Roy Echteld 1-1, 79' Jon Dahl Tomasson 2-1                                                      |
| 12 maart 1997 | Helmond Sport – Vitesse   | 2 – 1 (0 – 1) | 4' Roy Makaay 0-1, 55' Pascal Boer 1-1, 71' Dennis Gerritsen 2-1                                                          |

### Halve finales
| Datum         | Wedstrijd                     | Uitslag       | Scoreverloop |
| ------------- | ----------------------------- | ------------- | --- |
| 16 april 1997 | Roda JC – Willem II           | 1 – 0 (0 – 0) | 77' Gerald Sibon 1-0                                                                                                   |
| 17 april 1997 | sc Heerenveen – Helmond Sport | 5 – 0 (4 – 0) | 13' Jon Dahl Tomasson 1-0, 17' Lee-Roy Echteld 2-0, 31' Ole Tobiasen 3-0, 43' Igor Korneev 4-0, 66' Børre Meinseth 5-0 |

## Finale
|                              |                                                                         |               |                                    |                                                                                  |
| 8 mei 1997 Finale KNVB Beker | Roda JC                                                                 | 4 – 2 (2 – 1) | sc Heerenveen                      | Stadion Feijenoord, Rotterdam Toeschouwers: 48.000 Scheidsrechter: Hans Reygwart |
| 8 mei 1997 Finale KNVB Beker | Gerald Sibon 4' Ger Senden 15' Eric van der Luer 48' Maarten Schops 58' |               | 11' Igor Korneev 82' Jeffrey Talan | Stadion Feijenoord, Rotterdam Toeschouwers: 48.000 Scheidsrechter: Hans Reygwart |

| Roda JC | Heerenveen |

| Roda JC:       |                        |            |
|                |                        |            |
| DM             | Ruud Hesp              |            |
| RB             | Ger Senden             |            |
| CB             | Maarten Schops         |            |
| CB             | Regilio Vrede          | Kreeg geel |
| LB             | Ramon van Haaren       | 88'        |
| CM             | Eric van der Luer      | 76'        |
| CM             | André Ooijer           |            |
| CM             | Arno Doomernik         | Kreeg geel |
| RV             | Peter Van Houdt        |            |
| SP             | Gerald Sibon           |            |
| LV             | Garba Lawal            | 68'        |
| Wisselspelers: |                        |            |
| AV             | Jan-Pieter Martens     | 68'        |
| MV             | Stephan Van der Heyden | 76'        |
| VD             | Mark Luijpers          | 88'        |
| Trainer:       |                        |            |
| Martin Jol     |                        |            |

| sc Heerenveen: |                     |            |
|                |                     |            |
| DM             | Hans Vonk           |            |
| RB             | Ole Tobiasen        |            |
| CB             | Johan Hansma        |            |
| LB             | Tom Sier            | 69'        |
| RM             | Alex Pastoor        | 63'        |
| CM             | Igor Korneev        |            |
| CM             | Jon Dahl Tomasson   |            |
| LM             | Jan de Visser       |            |
| RV             | Jeffrey Talan       | Kreeg geel |
| SP             | Lee-Roy Echteld     |            |
| LV             | Boudewijn Pahlplatz | 69'        |
| Wisselspelers: |                     |            |
| AV             | Romeo Wouden        | 55'        |
| VD             | Børre Meinseth      | 63'        |
| AV             | Marc Nygaard        | 69'        |
| Trainer:       |                     |            |
| Foppe de Haan  |                     |            |

| KNVB Beker 1996/97   |
| -------------------- |
| Roda JC Eerste titel |